# 변칙조율
변칙조율(變則調律) 또는 스코르다투라(이탈리아어: scordatura)는 현악기를 표준 조율과 다르게 조율하는 것이다.

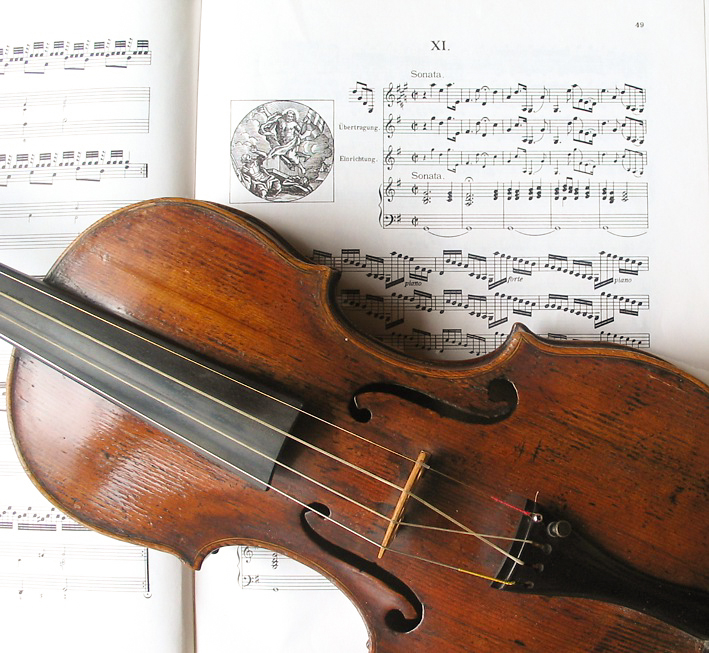
16개의 《로자리오 소나타》에서 비버는 변칙조율을 썼는데, 특히 11번 소나타의 경우 2번줄과 3번줄을 바꿔서 끼도록 되어 있다.

하인리히 비버는 바로크 시대 작곡가로서 드물게 변칙조율을 자주 쓴 것으로 유명하다.
다른 예로는 다음이 있다.
- 요한 제바스티안 바흐의 《무반주 첼로 모음곡》 제5번은 첼로의 가장 높은 줄을 가 음에서 사 음으로 낮추고 연주한다.
- 볼프강 아마데우스 모차르트의 《신포니아 콘체르탄테》에서 개방현을 반음씩 높인 독주 비올라는 음고가 높아질 뿐만 아니라 소리가 더 크게 나서 관현악단 사이에서 뚜렷하게 들리게 된다.
- 구스타프 말러의 《교향곡 제4번》의 2악장에서 독주 바이올린이 변칙적인 조율을 하는데, 이는 정격 조율보다 더 순한 음색이 나게 하기 위한 의도일 것이다.
- 카미유 생상스의 《죽음의 무도》에서 독주 바이올린이 개방현 E를 반음 낮추어 E flat으로 변칙조율을 한다.
- 이고르 스트라빈스키의 《불새》는 자연 하모닉스를 쓰기 위해 모든 바이올린 연주자가 다시 조율을 해야 하는, 드문(어쩌면 유일한) 작품 중의 하나이다.

아팔라치아의 포크 음악에도 변칙조율이 쓰인다.